# Utricularia rostrata
Utricularia rostrata är en tätörtsväxtart som beskrevs av A.Fleischm. och Rivadavia. Utricularia rostrata ingår i släktet bläddror, och familjen tätörtsväxter. Inga underarter finns listade i Catalogue of Life.

## Bildgalleri

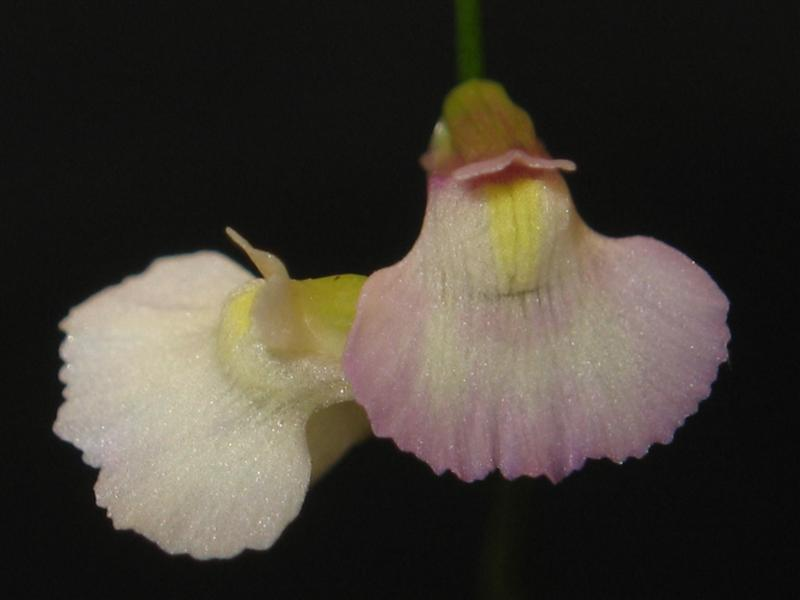
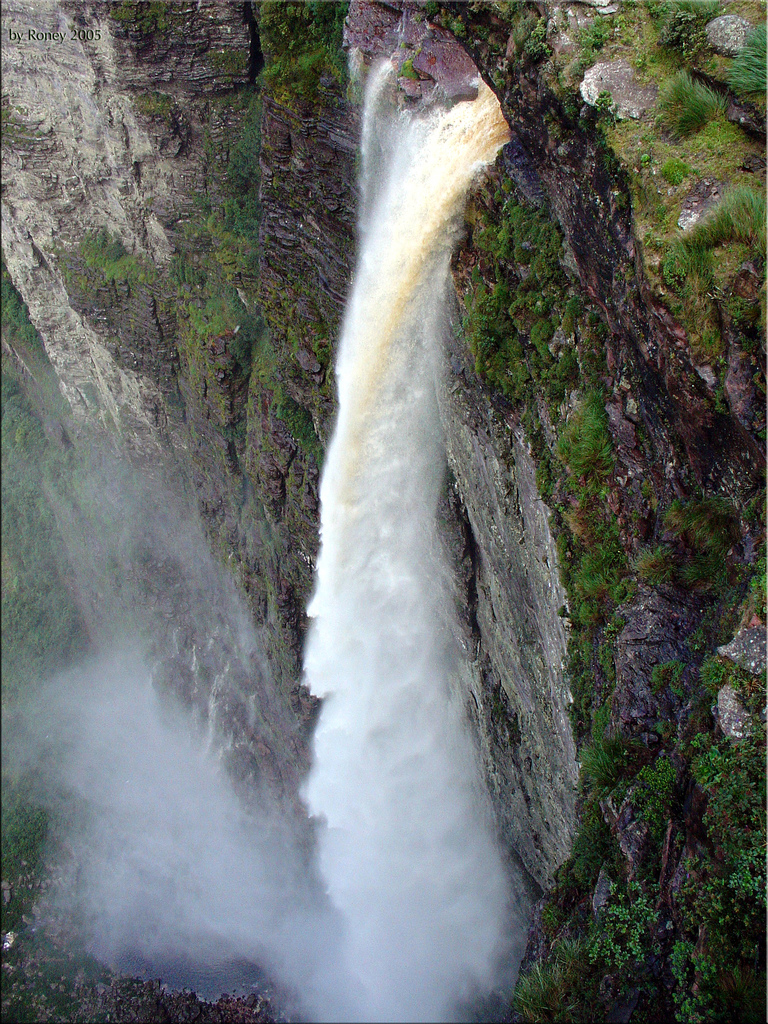